# Cremastobombycia
Cremastobombycia is een geslacht van vlinders uit de familie mineermotten (Gracillariidae).
De typesoort is Lithocolletis solidaginis Frey & Boll, 1876

## Soorten
- Cremastobombycia actinomeridis
- Cremastobombycia ambrosiella
- Cremastobombycia amoena
- Cremastobombycia bostonica
- Cremastobombycia chromolaenae
- Cremastobombycia elephantopodella
- Cremastobombycia grindeliella
- Cremastobombycia helianthisella
- Cremastobombycia helianthivorella
- Cremastobombycia ignota
- Cremastobombycia kipepeo
- Cremastobombycia lantanella
- Cremastobombycia morogorene
- Cremastobombycia solidaginis
- Cremastobombycia verbesinella